# Anders Nicolai Kiær
Anders Nicolai Kiær, född 15 september 1838 i Drammen, död 16 april 1919, var en norsk statistiker, bror till Frantz Kasper Kiær, far till Nicolai Kiær.
Kiaer anställdes efter juris kandidatexamen 1860 vid norska inrikesdepartementets "tabelkontor", som 1876 blev en självständig institution (Det statistiske centralbureau). Efter att ha tävlat om den vid Kristiania universitet nyupprättade professuren i nationalekonomi och statistik och alltsedan 1867 varit den norska statistikens chef utnämndes han 1877 till direktör för centralbyrån, en befattning vilken han behöll till 1913.
Under tjänstledighet 1882-86 ledde han redigeringen av första bandet av "Norges land og folk". Förutom byråns publikationer, vilkas planläggning och utgivning han ledde, nedlade han ett omfattande arbete på allt, som belyser sjöfartens ekonomiska utveckling och sjömännens levnadsvillkor. Till samlingsverket "Statistique internationale" bidrog han med avdelningen "Navigation maritime", och han ansågs på detta område som en av samtidens främsta auktoriteter. 
Under senare år intresserade han sig mest för socialstatistik. I en serie värdefulla avhandlingar, delvis bidrag till officiella kommittéers arbeten och förslag, belyste han en del sociala förhållanden inom Norge; själv satt han också i sådana kommittéer och förberedande lagutskott. På det teoretiska området behandlade han frågan om "Den representative undersøgelsesmetode". Han deltog även flitigt i internationella statistiska mötenas arbete. Han ägnade sig även åt ett omfattande humanitärt och filantropiskt arbete. Han blev ledamot av svenska Vetenskapsakademien 1900.